# Motor Renault-Nissan Type-M
El motor Nissan MR es una familia de motores de cuatro cilindros en línea producidos en conjunto por Renault y Nissan, disponibles en versiones tanto de gasolina como Diésel.

## Características
Se trata de un bloque diseñado en aluminio, al igual que los pistones y bielas de acero forjado, montadas sobre un cigüeñal completamente balanceado de cinco cojinetes. La culata se encuentra fabricada en aleaciones de aluminio y cuenta con cavidad para doble (DOHC) árbol de levas y cuatro válvulas por cilindro (16 en total), con un sistema de distribución de válvulas variable continuo (CVTC), desarrollados conjuntamente por Renault y Nissan. Renault lo llama el motor M. Otras características notables incluyen longitudes de canal acústicamente iguales y una válvula de control de caída para el colector de admisión, una cadena de distribución "silenciosa", soportes de cigüeñal y árbol de levas terminados con espejo y colocación de cilindros "offset" en un intento de aumentar la eficiencia. Todas sus versiones cuentan con convertidor catalítico.
Para el sistema eléctrico del motor, cuenta con acelerador y encendido electrónico, sistema de recirculación de gases de escape (EGR), así como de bobinas independientes para cada cilindro. Se encuentra dentro de la firma Nissan como MR20DE y está instalado en los Nissan X-Trail y Nissan Qashqai, así como en el Renault Scénic lll y Grand Scénic con el código de motor M4R.
Comenzó sustituyendo progresivamente las versiones atmosféricas de gasolina del motor F Renault hasta terminar sustituyéndolo por completo en 2016. Por su parte, las versiones Diésel M9R de 1997 cm³ (2 litros) sustituyeron al motor Renault G hasta el año 2011, al ser sustituido por el motor Renault R.

## Versiones de gasolina

### M5M/MR16
El M5M/MR16 tiene un desplazamiento de 1618 cm³ (1,6 litros), con un diámetro x carrera de 79,7 x 81,1 mm (3,14 x 3,19 pulgadas), con una relación de compresión de 9.5:1, alimentación vía inyección directa y turbo con intercooler.

#### M5Mt (Renault) MR16DDT (Nissan)
Produce una potencia máxima de 163 CV (161 HP; 120 kW) @ 5600 rpm y un par máximo de 240 N·m (177 lb·pie) @ 2000-4000 rpm, cuya Normativa europea sobre emisiones está catalogada como Euro 6.
Aplicaciones
- Nissan Qashqai II.[2]
- Nissan X-Trail.[3]

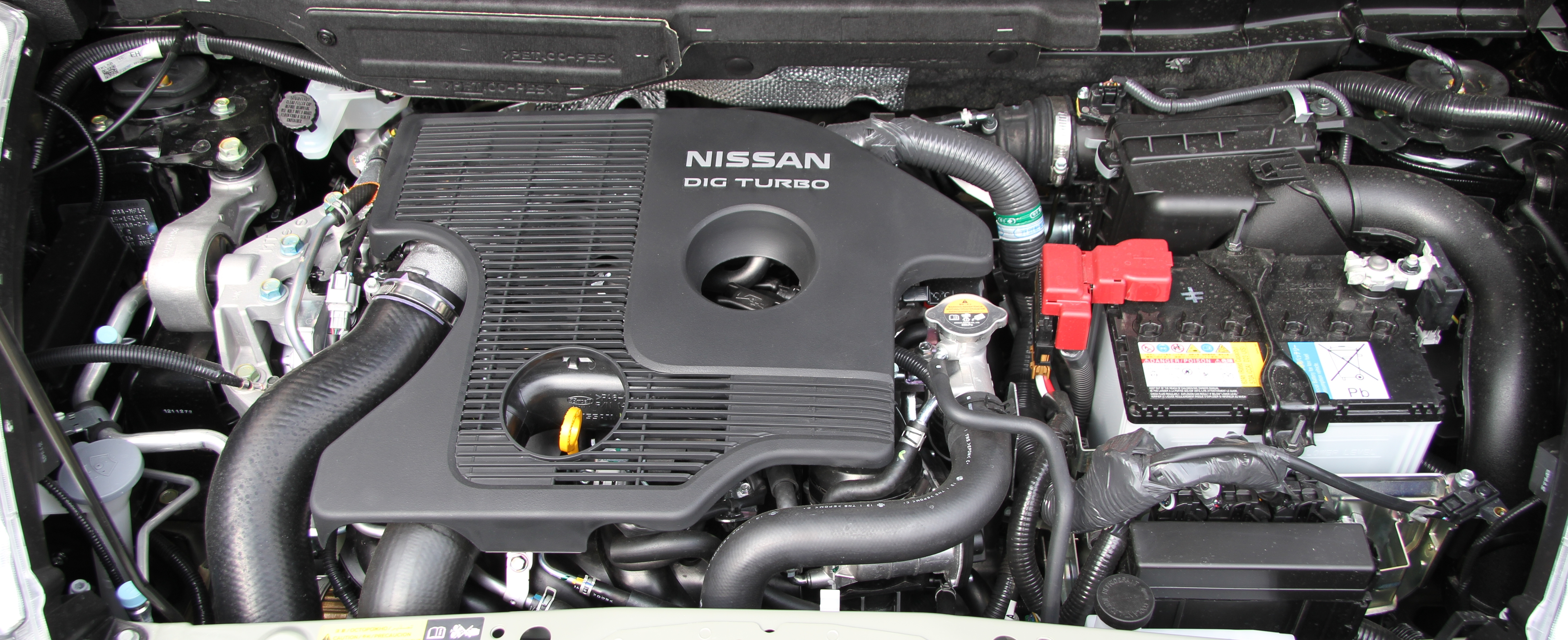
Vano motor de un Nissan Juke 16GT

Una opción potenciada, desarrolla 190 CV (187 HP; 140 kW) @ 5600 rpm y 240 N·m (177 lb·pie) @ 2000-5200 rpm de par máximo, catalogado en la Euro 5.
Aplicaciones
- Nissan Juke 16GT.[4]
- Nissan Pulsar.[5]

Nuevamente se incrementó la potencia a 200 CV (197 HP; 147 kW) @ 6000 rpm y 260 N·m (192 lb·pie) @ 2500 rpm de par, catalogado en la Euro 5 y Euro 6.
Aplicaciones
- Nissan Juke Nismo.[6]
- Renault Clio IV RS.[7]
- Renault Talisman.[8]
- Renault Espace.[9]

Otra opción es de 205 CV (202 HP; 151 kW) @ 6000 rpm y 280 N·m (207 lb·pie) @ 2400 rpm, dentro de la Euro 6.
Aplicaciones
- Renault Mégane IV GT.[10]

Presentó una potencia aumentada a 218 CV (215 HP; 160 kW) @ 6000 rpm y 280 N·m (207 lb·pie) @ 3600-4800 rpm, cumpliendo con la Euro 5 y 6.
Aplicaciones
- Nissan Juke Nismo RS.[11]

También existía otra variante con 220 CV (217 HP; 162 kW) @ 6050 rpm y un par máximo de 280 N·m (207 lb·pie) @ 2000 rpm, cumpliendo con la Euro 6.
Aplicaciones
- Renault Clio IV RS Trophy.[12]

### M5P/MR18/MRA18
El M5P/MR18/MRA8 es de 1798 cm³ (1,8 litros), con un diámetro x carrera de 79,7 x 90,1 mm (3,14 x 3,55 pulgadas).

#### MR18DE
Con una relación de compresión de 9.9:1 entrega 128 CV (126 HP; 94 kW) @ 5200 rpm y 176 N·m (130 lb·pie) @ 4800 rpm de par máximo.
Aplicaciones
- Nissan Tiida.[13]

### MRA8DE

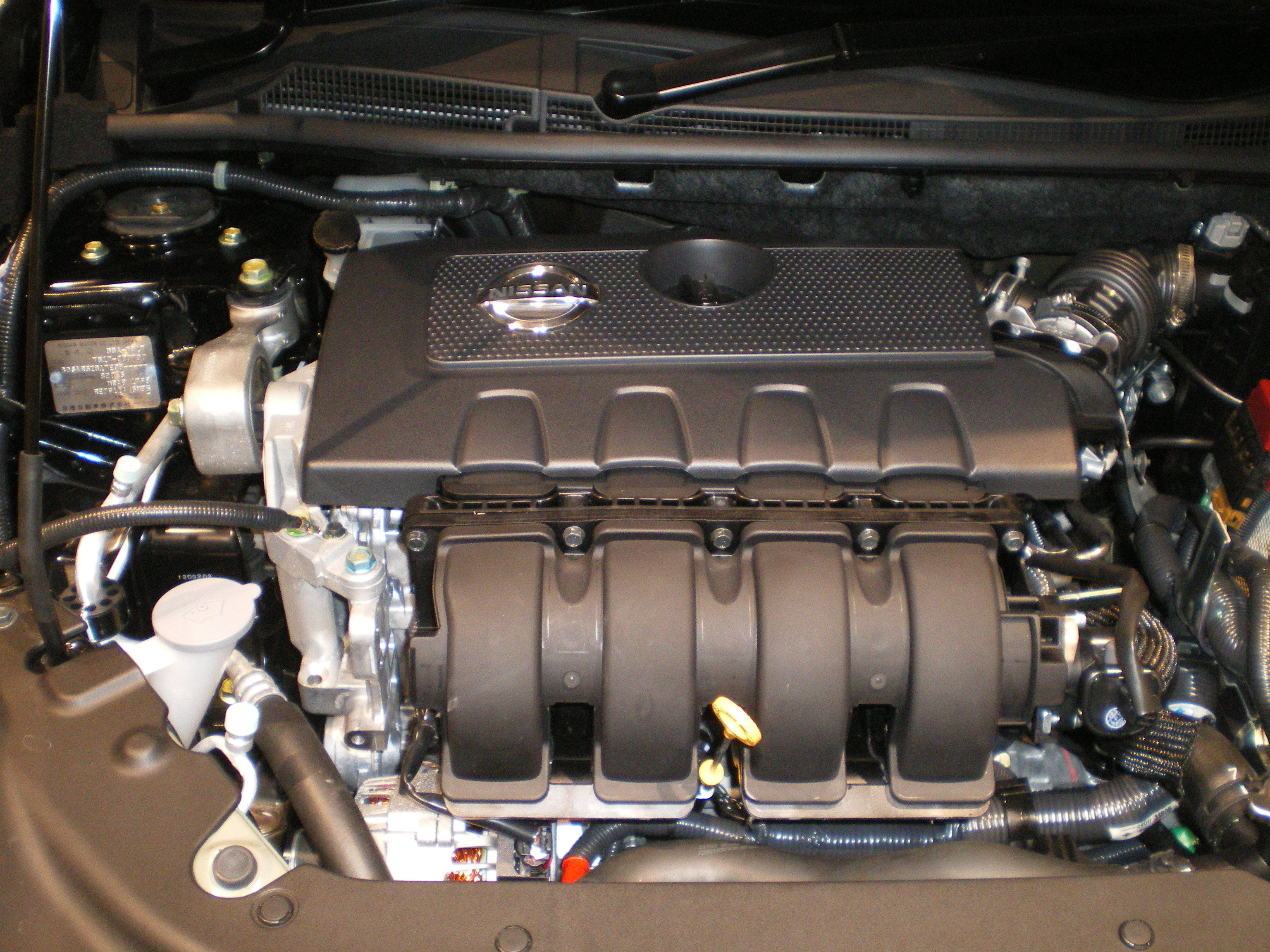
Nissan MRA8DE

También tiene una relación de compresión de 9.9:1, con la potencia incrementada a 132 CV (130 HP; 97 kW) @ 6000 rpm y 174 N·m (128 lb·pie) @ 3600-4800 rpm.
Aplicaciones
- Nissan Sentra.[14]
- Nissan Pulsar (Oceanía y Oriente).[15]

#### M5Pt
Tiene una relación de compresión de 10.0:1, inyección directa y turbo con intercooler catalogado en la Euro 6, que desarrolla 225 CV (222 HP; 165 kW) @ 5600 rpm y 300 N·m (221 lb·pie) @ 1750 rpm en el Renault Espace V; 252 CV (249 HP; 185 kW) @ 6000 rpm y 320 N·m (236 lb·pie) @ 2000-5000 rpm en el Alpine A110 (2017); y 279 CV (275 HP; 205 kW) @ 6000 rpm con 390 N·m (288 lb·pie) @ 2400-4800 rpm de par máximo en el Renault Mégane RS 280.

### M4R/MR20
El M4R/MR20 es de 1997 cm³ (2 litros), con un diámetro x carrera de 84 x 90,1 mm (3,31 x 3,55 pulgadas).

#### M4R (Renault) MR20DE (Nissan)
Con una relación de compresión de 9.7:1 a 10.2:1, produce de 136 a 142 CV (134 a 140 HP) (100 a 104 kW) @ 5200-6000 rpm y de 194 a 200 N·m (143 a 148 lb·pie) @ 3750-4400 rpm, cumpliendo con la Euro 4.

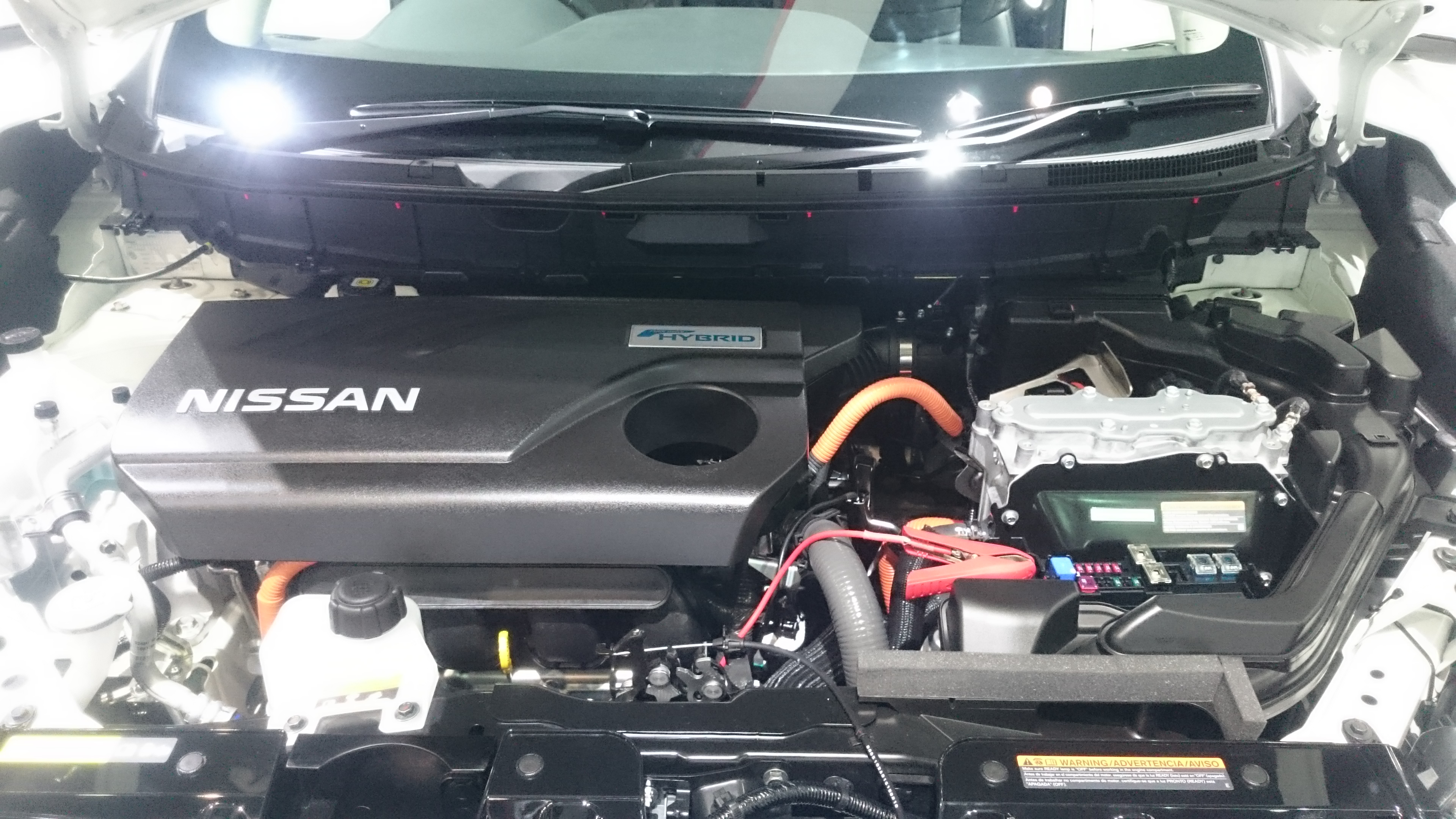
Nissan MR20DD híbrido

Aplicaciones
- Renault Clio III.[18]
- Renault Laguna III.[19]
- Renault Mégane III.[20]
- Renault Fluence.[21]
- Renault Latitude.[22]
- Nissan Qashqai I.[23]
- Nissan X-Trail.[24]
- Nissan Sentra.[25]
- Nissan Lafesta.[26]
- Renault Samsung SM5.[27]

#### MR20DD
Con inyección directa y una relación de compresión de 16.0:1, produce 147 CV (145 HP; 108 kW) @ 5600 rpm y 210 N·m (155 lb·pie) @ 4400 rpm de par máximo.
Aplicaciones
- Nissan Serena.[28]

## Versiones Diésel
Todos contaban con alimentación vía inyección directa common-rail y turbodiésel con intercooler.

### M9R

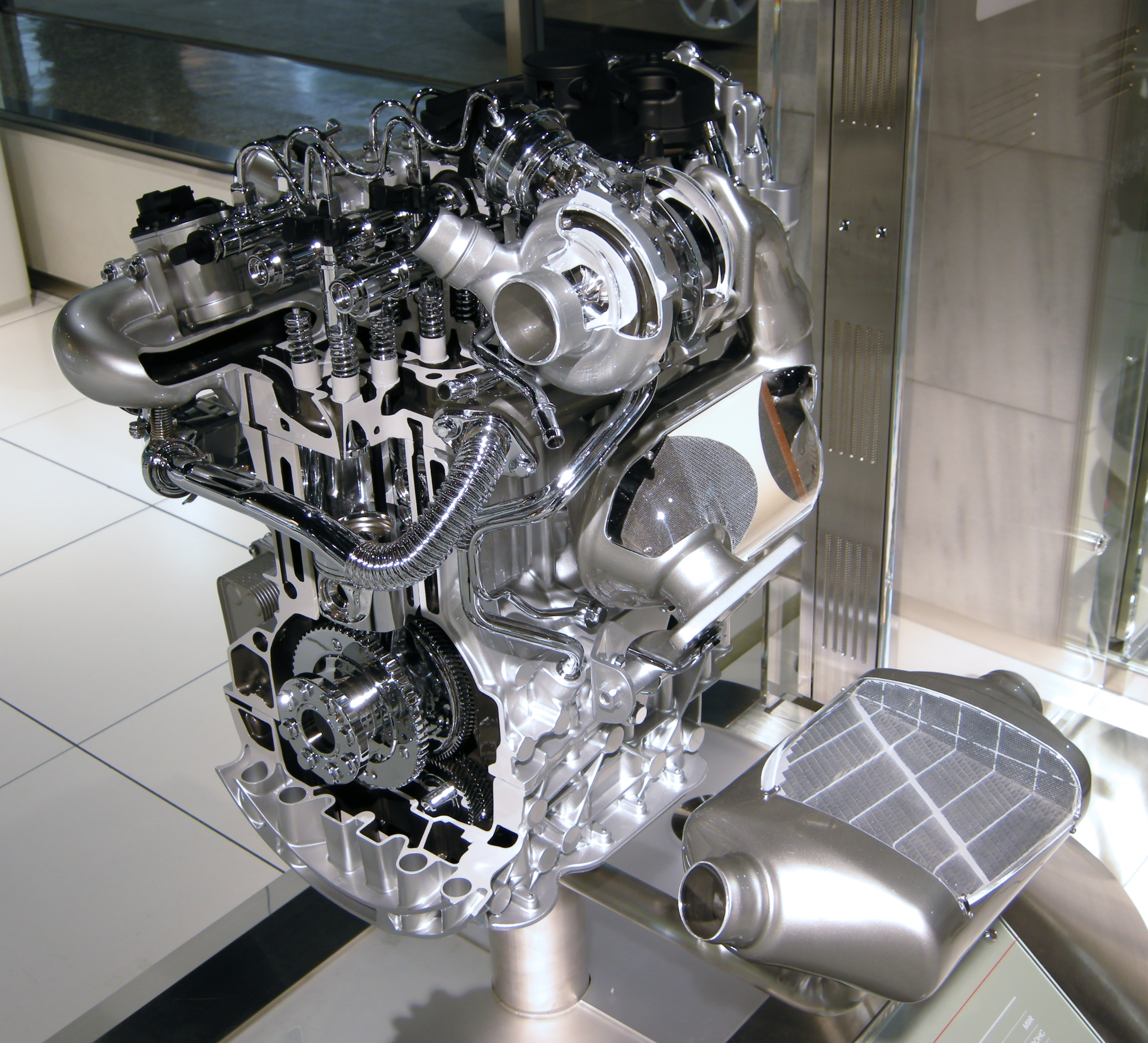
Nissan M9R

El M9R es de 1995 cm³ (2 litros), con un diámetro x carrera de 84 x 90 mm (3,31 x 3,54 pulgadas).
Con una relación de compresión de 16.0:1, produce 131 CV (129 HP; 96 kW) @ 4000 rpm y 320 N·m (236 lb·pie) @ 2000 rpm de par máximo, cumpliendo con la Euro 4.
Aplicaciones
- Renault Laguna III.[29]
- Renault Espace IV.[30]

También se ofrecía con la potencia incrementada a 150 CV (148 HP; 110 kW) @ 4000 rpm y los mismos 320 N·m (236 lb·pie) @ 2000 rpm de par máximo, cumpliendo con la Euro 4 y Euro 5.
Aplicaciones
- Renault Koleos I.[31]
- Samsung QM5.[32]
- Renault Mégane II.[33]
- Nissan Qashqai I.[34]
- Nissan X-Trail.[35]

Se ofrecía otra versión con la misma potencia, pero con una relación de compresión de 15.5:1 a 16.0:1 y un par máximo incrementado a 340 N·m (251 lb·pie) @ 2000 rpm, cumpliendo también con la Euro 4 y Euro 5.
Aplicaciones
- Renault Laguna II.[36]
- Renault Laguna III.[37]
- Renault Espace IV.[38]
- Renault Latitude.[39]

El par máximo nuevamente se incrementó a 360 N·m (266 lb·pie) @ 2000 rpm.
Aplicaciones
- Renault Mégane III.[40]
- Renault Scénic III.[41]

También había otra versión con una relación de compresión de 15.1:1, cuya potencia estaba incrementada a 160 CV (158 HP; 118 kW) @ 3750 rpm y 380 N·m (280 lb·pie) @ 2000 rpm de par máximo.
Aplicaciones
- Renault Mégane III.[42]
- Renault Scécnic III.[43]

Con una relación de compresión de 15.5:1 a 16.0:1, se incrementó la potencia a 173 CV (171 HP; 127 kW) @ 3750-4000 rpm y un par máximo de 360 a 380 N·m (266 a 280 lb·pie) @ 1750-2000 rpm.
Aplicaciones
- Renault Laguna III.[44]
- Renault Latitude.[45]
- Renault Mégane II.[46]
- Renault Espace IV.[47]
- Renault Koleos I.[48]
- Renault Vel Satis.[49]
- Nissan X-Trail.[50]

En otra versión, nuevamente se incrementó a 177 CV (175 HP; 130 kW) @ 3750 rpm y 380 N·m (280 lb·pie) @ 2000 rpm, cumpliendo con la Euro 6.
Aplicaciones
- Nissan X-Trail.[51]

Otra opción ofrecía una potencia ligeramente incrementada a 178 CV (176 HP; 131 kW) @ 3750 rpm y 400 N·m (295 lb·pie) @ 2000 rpm, cumpliendo con la Euro 4 y la Euro 5 desde 2009.
Aplicaciones
- Renault Laguna III.[52]

### M9T/YS23/OM699

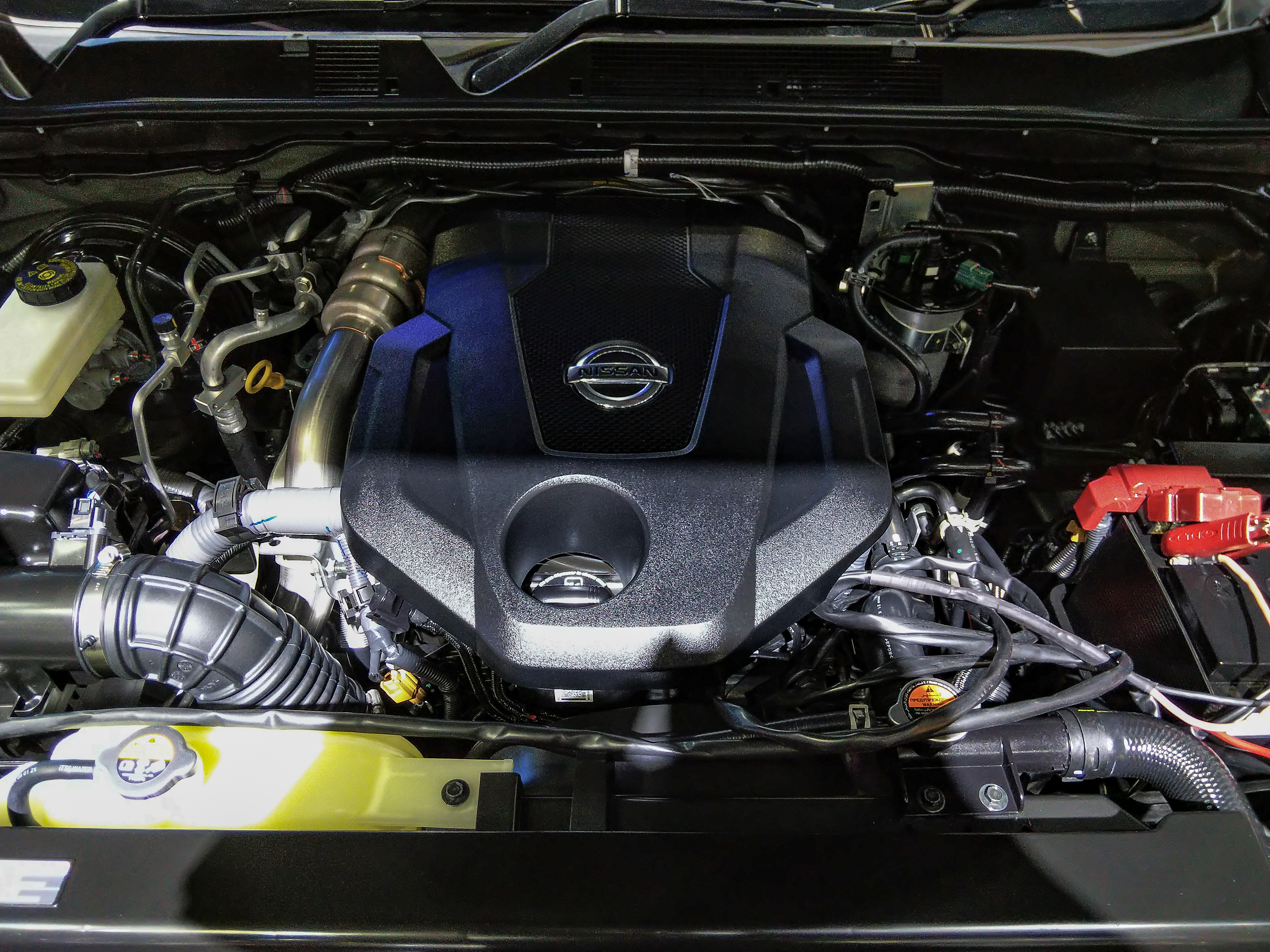
Nissan YS23DDTT

El M9T/YS23/OM699 es de 2299 cm³ (2,3 L; 140,3 plg³), con un diámetro x carrera de 85 x 101,3 mm (3,35 x 3,99 pulgadas).
Con una relación de compresión de 16.0:1, tiene distintos niveles de potencia, todos ellos disponibles en los Renault Master II/Opel Movano/Nissan Interstar/Nissan NV400.
- M9T 676: 100 CV (99 HP; 74 kW) @ 3500 rpm y 285 N·m (210 lb·pie) @ 1500 rpm, que cumplía con la Euro 5.
- M9T 870: 110 CV (108 HP; 81 kW) @ 3500 rpm y 285 N·m (210 lb·pie) @ 1250-2000 rpm, cumpliendo con la Euro 6.
- M9T 690: 125 CV (123 HP; 92 kW) @ 3500 rpm y 310 N·m (229 lb·pie) @ 1250-2500 rpm, cumpliendo con la Euro 5.
- M9T 692: 130 CV (128 HP; 96 kW) @ 4000 rpm y 320 N·m (236 lb·pie) @ 1250-2000 rpm, cumpliendo con la Euro 6.
- M9T 696: 135 CV (133 HP; 99 kW) @ 3500 rpm y 340 N·m (251 lb·pie) @ 1250-2000 rpm.
- M9T 678: 145 CV (143 HP; 107 kW) @ 3500 rpm y 350 N·m (258 lb·pie) @ 1500-2750 rpm, cumpliendo con la Euro 4 y Euro 5.
- M9T 880: 150 CV (148 HP; 110 kW) @ 3500 rpm y 350 N·m (258 lb·pie) @ 1500-2750 rpm, cumpliendo con la Euro 5.
- M9T 700: 163 CV (161 HP; 120 kW) @ 3500 rpm y 360 N·m (266 lb·pie) @ 1250-2000 rpm, cumpliendo con la Euro 6.
- M9T 702: 163 CV (161 HP; 120 kW) @ 3500 rpm y 380 N·m (280 lb·pie) @ 1500 rpm.
- M9T 706: 170 CV (168 HP; 125 kW) @ 3500 rpm y 380 N·m (280 lb·pie) @ 1500 rpm.

En otras versiones se redujo la relación de compresión a 15.4:1, produciendo de 160 a 163 CV (158 a 161 HP) (118 a 120 kW) @ 3750 rpm y 403 N·m (297 lb·pie) @ 1500-2500 rpm.
Aplicaciones
- YS23DDT: Renault Alaskan/Nissan Navara IV.[55][56]
- OM699.300: Mercedes-Benz X220d (W470).[57]

Otras opciones se ofrecían con la potencia aumentada a 190 CV (187 HP; 140 kW) @ 4000 rpm y 450 N·m (332 lb·pie) @ 1500-2500 rpm.
Aplicaciones
- YS23DDTT: Renault Alaskan/Nissan Navara IV.[58][59]
- OM699.301: Mercedes-Benz X250d (W470).[60]